# Upside Down (film 2012)
Upside Down è un film del 2012 scritto e diretto da Juan Solanas, interpretato da Kirsten Dunst e Jim Sturgess.

## Trama
Nel mondo di Adam c'è la doppia gravità: tale peculiarità è dovuta all'esistenza di due mondi, piccoli pianeti che vivono l'uno accanto all'altro.
In questo mondo esistono tre fondamentali regole delle gravità:
1. Tutta la materia è attratta dal centro di gravità del pianeta da cui proviene, non l'altro.
2. In virtù della prima regola, il peso di un oggetto può essere controbilanciato con la materia del mondo opposto ("materia inversa").
3. Dopo un variabile, ma solitamente breve, lasso di tempo, la materia a contatto con quella inversa dà origine alla combustione.

Il Mondo di Sopra è un pianeta ricco e prospero, che vende al Mondo di Sotto, povero e sfruttato, la propria elettricità in cambio di petrolio.  Passare da un mondo all'altro è severamente vietato e l'unico lecito punto di contatto - ma non di transizione - è la società "TransWorld", creata e controllata dal Mondo di Sopra.
Adam vive in un orfanotrofio del Mondo di Sotto, l'unica parente ancora in vita è sua zia Becky. Proprio lei svela ad Adam come un membro della loro famiglia scoprì che il polline rosa, raccolto dalle api che vivono sulla montagna su cui abita, proviene da fiori di entrambi i mondi, e mostra singolari proprietà. Incuriosito, Adam si avventura sulla montagna la cui cima si innalza vicinissima al Mondo di Sopra, per raggiungerne la cima.
Lì incontra una ragazzina di nome Eden. I due si incontrano ancora e diventano amici. Con lo scorrere di pochi anni si innamorano. Adam e Eden s'incontrano periodicamente sulla solita cima e usano una corda per passare da un mondo all'altro. Tuttavia tale clandestino passaggio, seppur innocuo, viene notato. La fuga dei giovani innamorati non va a buon fine: Eden cade bruscamente nel suo mondo prima che Adam, colpito da un proiettile, riesca a calarla del tutto con la corda. La casa di sua zia viene bruciata e lei portata via nella notte, non facendovi più ritorno.
Dieci anni dopo Adam è cresciuto e lavora come ricercatore, portando avanti studi inerenti alla polvere delle api che sua zia gli aveva fatto conoscere. Il giovane cerca infatti di usare tale polvere per creare una crema cosmetica che fa ringiovanire. Un giorno, Adam nota Eden in televisione: la ragazza è viva e lavora alla TransWorld.
Per trovarla, Adam cerca di diventare membro della grande società, la quale si mostra interessata alla sua ricerca e lo assume finanziandolo adeguatamente. Tuttavia, relazioni strette con le persone dei due mondi sono, oltre che difficili, severamente vietate alla TransWorld. Sul posto di lavoro Adam incontra Bob Boruchowitz, un lavoratore del Mondo di Sopra, socievole e dalla mente aperta, esperto collezionista di francobolli, che lo aiuterà a rivedere Eden.
Con l'aiuto di Bob, Adam incontra Eden utilizzando "materia inversa" del mondo di Sopra che gli è stata fornita dalla TransWorld per proseguire gli esperimenti.
Adam si finge un lavoratore del mondo di Sopra e va da Eden. La ragazza, però, non lo riconosce, perché con la caduta avvenuta anni prima  ha perso la memoria. I materiali inversi, che Adam aveva collocato sotto i propri vestiti, iniziano a bruciare e così il ragazzo è costretto a tornare nel proprio mondo.
Nei giorni a seguire, Bob viene licenziato dalla TransWorld e regala ad Adam il proprio pass. Successivamente Adam chiama Eden con il telefono di Bob e viene invitato dalla ragazza a pranzo fuori dalla TransWorld.
Nel frattempo, la crema cosmetica inizia ad attirare l'interesse dei dirigenti aziendali. Durante una presentazione della crema a una conferenza, Eden scopre che il ragazzo con il quale ha trascorso del tempo si chiama Adam, e non Bob come lui le aveva fatto credere. Sentendosi presa in giro, scappa. Così Adam la rincorre ma il pass di Bob, ormai scaduto,  fa scattare l'allarme; così i poliziotti iniziano a inseguirlo. Adam si rifugia a casa di Bob e gli mostra che è possibile miscelare la materia di entrambi i mondi, in modo che possa resistere ad entrambi i campi gravitazionali. Inoltre, Adam confida all'amico di non aver rivelato l'ingrediente principale della crema alla TransWorld e così la compagnia non è in grado di produrre la crema senza di lui.
Bob crea per Adam un gilè che contiene al minimo le bruciature e gli permetta di incontrare Eden senza il rischio di prendere fuoco.
Adam ritorna al ristorante dove i due ragazzi ebbero il loro primo appuntamento e vi trova Eden. Si accorge che ora la ragazza si ricorda tutto. Mentre i due ballano, i poliziotti di frontiera vi fanno irruzione, così i ragazzi fuggono. Adam, grazie all'aiuto della gravità positiva di Eden, riesce a tornare nel proprio mondo senza morire. La ragazza, invece, viene arrestata.
Poco dopo il rientro nel mondo di sotto, Adam viene aggredito e gli viene comunicato che la TransWorld sarebbe disposta a far decadere le accuse soltanto se avesse fornito la formula completa della crema e avesse rinunciato per sempre a incontrare Eden.
A questo punto Adam ritorna alla sua vecchia vita, con la consapevolezza che non potrà più vedere Eden.
Nel frattempo, nel mondo di sopra, Eden va da Bob per cercare aiuto. Bob si reca nel mondo di sotto e mostra a Adam che può stare lì senza l'aiuto della materia inversa; infatti Bob ha usato il metodo di Adam per creare una via che potesse negare gli effetti contrari della gravità.
Bob, inoltre, comunica all'amico di aver acquistato il brevetto della formula prima che lo facesse la TransWorld, grazie alla vendita dei francobolli del Mondo di Sotto, che Adam gli aveva regalato.
Quindi Bob mostra ad Adam che ha un appuntamento nel posto in cui si incontrava con Eden: qui il ragazzo la incontra e lei gli comunica che potranno restare insieme per sempre, poiché, incinta di due gemelli, la loro materia contrasta con quella del Mondo di Sopra.
Il film termina con i due mondi ormai indistinguibili: entrambi prosperi e moderni, con interazioni normali e continue anche tra gli abitanti, che passano indistintamente tra i due mondi.

## Distribuzione
Il film è uscito in Italia il 28 febbraio del 2013, sia in 2D che in 3D

## Riconoscimenti
- 2014 - Saturn Award
  - Nomination Miglior film indipendente
- 2014 - Genie Award
  - Nomination Miglior fotografia a Pierre Gill
  - Nomination Migliori effetti speciali a Annie Normandin, Dominic Daigle, François Dumoulin, Marc Morissette e Olivier Goulet
- 2014 - Jutra Awards
  - Nomination Miglior direzione artistica a Isabelle Guay, Jean-Pierre Paquet e Réal Proulx
  - Nomination Miglior colonna sonora a Benoît Charest
  - Nomination Migliori costumi a Nicoletta Massone